# Ivan Bagrjanov
Ivan Ivanov Bagrjanov (in bulgaro Иван Иванов Багрянов?; Razgrad, 17 ottobre 1891 – Sofia, 1º febbraio 1945) è stato un politico e diplomatico bulgaro e primo ministro del regno di Bulgaria durante la seconda guerra mondiale.
Dopo una carriera come diplomatico Bagrjanov fu scelto il 1º giugno 1944 dal Consiglio di Reggenza, che al momento era al potere in Bulgaria, per formare un governo capace di intavolare trattative di pace. Al contrario del suo predecessore Dobri Božilov, Bagrjanov era noto per le sue vedute filo-occidentali e considerava una propria missione far uscire dalla guerra il proprio paese prima dell'arrivo dell'Armata rossa, ed infatti tentò di aprire i negoziati con gli Alleati occidentali.
Ad ogni modo il colpo di Stato del re Michele I in Romania del 23 agosto 1944 ebbe delle ripercussioni fortemente negative su questo piano, ponendo fine alla resistenza romena e aprendo la strada verso la Bulgaria all'Armata rossa. Bagrjanov continuò i tentativi di trovare una pace separata, rompendo ogni alleanza con la Germania nazista il 26 agosto, dichiarando la completa neutralità, ponendo fine a tutte le leggi antisemite il 29 agosto (anche se fu ufficializzato solo il 5 settembre dal nuovo governo) ed ordinando il ritiro delle truppe bulgare dalle regioni occupate della Macedonia.
L'insistenza di Bagrjanov sulla neutralità, piuttosto che una dichiarazione di guerra contro le potenze dell'Asse, vanificò i negoziati con gli Alleati e fu rimosso dal governo. La sua posizione era inoltre ulteriormente compromessa dall'inclusione nel suo governo di esponenti fascisti degli anni trenta come Aleksandăr Stalijski. Dopo la presa del potere da parte del Fronte patriottico guidato dai comunisti fu arrestato e giustiziato.